# Tour Astro
Tour Astro (franska; på nederländska: Astrotoren, "Astrotornet") är en skyskrapa i Bryssel, Belgien, färdigställd 1976. Den ligger i det nordöstra hörnet av Lilla Ringen (Bryssels inre ringväg) i kommunen Saint-Josse-ten-Noode, strax norr om Madou Plaza-tornet. Byggnaden är 107 meter hög, vilket gör den till en av de högsta byggnaderna i Belgien.
Finansföretaget Fortis hyrde hela byggnaden från 2005 till 2011. Från 2011 till 2013 genomgick byggnaden omfattande renoveringar. Den ursprunglige ägaren, HPG Belgium NV, sålde Tour Astro till den spanska investeraren Luresa i februari 2008.

## Galleri

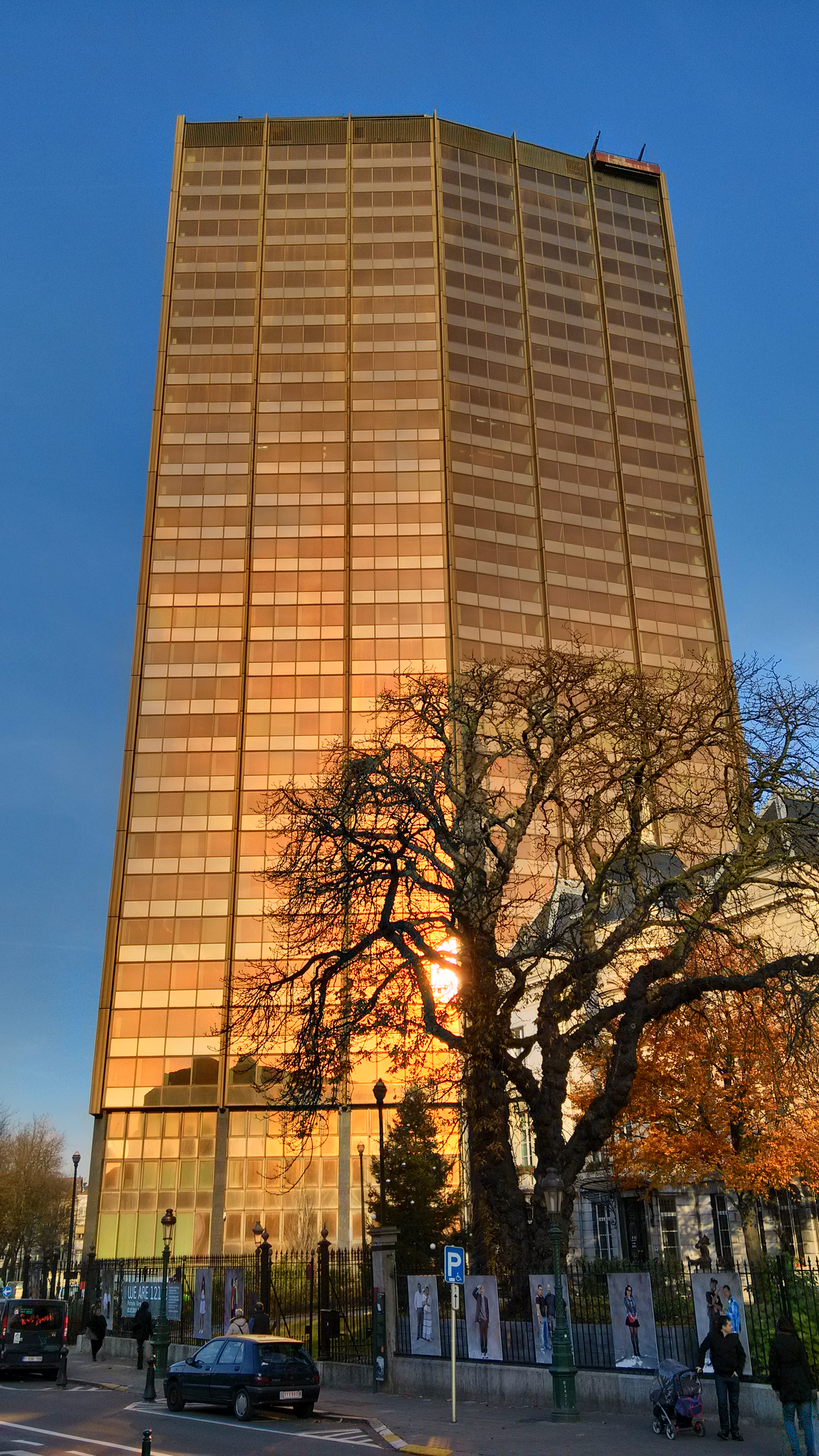
Tour Astro med dess kopparfärgade fasadbeklädnad före renoveringen
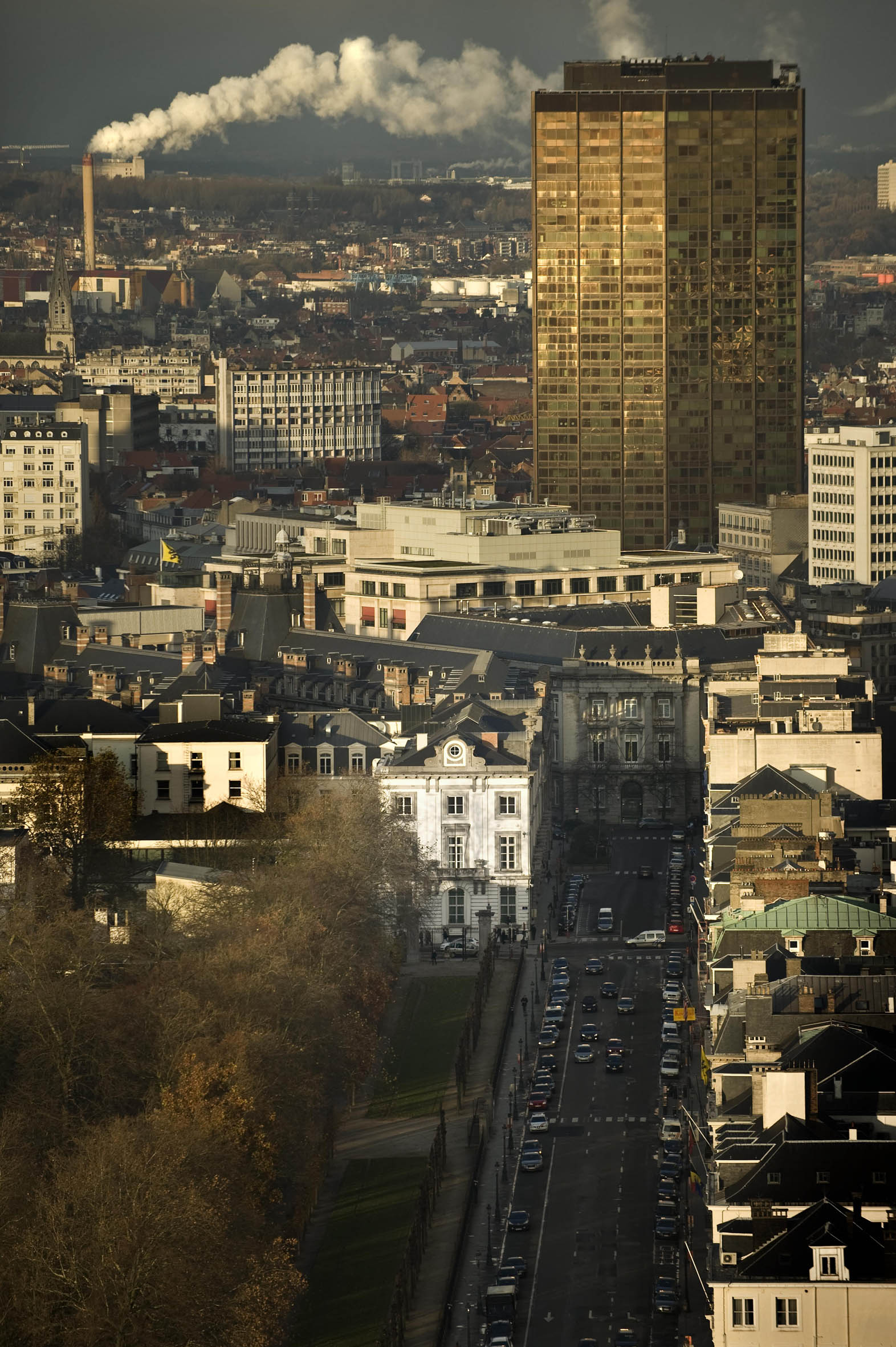
Omgivningsvy före renoveringen (med Rue Ducale/Hertogsstraat i förgrunden)